# Азари, Анна
Анна Азари (род. 27 августа 1959, Вильнюс) — израильский дипломат.

## Биография
Дед Анны Азари — Михаил Эдельштейн, 1898 г. р., в 1917 г. член «Поалей Цион», с 1918 г. член РКП(б), участник Гражданской войны, секретарь райкома в Москве. В 1920-е гг. слушатель Военно-инженерной академии, затем инженер.
В 1972 году с семьёй эмигрировала в Израиль. Окончила Хайфский университет (1983, бакалавр по английской истории и литературе), впоследствии там же получила степень магистра политологии. Также училась в Еврейском университете, где прошла специальный курс по истории России. После возвращения с поста посла на Украине прошла курс обучения в Высшем национальном военном колледже.
С 1983 года на работе в МИД Израиля. Анна вспоминала:
Может, я не стала бы работать в МИДе, если бы не мой муж. Мы тогда были на последнем курсе университета… муж мой изучал политологию. Но он уже решил, что будет реформистским раввином. И на экзамены для поступления в МИД пошла я. Муж сказал: „У тебя английский лучше — сходи попробуй“. На первый письменный экзамен я пришла в джинсах, потому как, кроме них, надеть было нечего. А вот на второй тур экзамена, на личное собеседование, моя свекровь так шикарно меня разодела, что в конце собеседования меня спросили, не на коктейль ли я пришла.
В 1989—1992 годах консул в Сан-Франциско. В 1995—1997 годах работала в посольстве Израиля в России, занимала пост заместителя главы дипломатической миссии — «фактически руководила её работой, поскольку тогдашний посол Ализа Шенкар плохо ориентировалась в российских реалиях».
После возвращения из России и до назначения на Украину — заместитель начальника отдела стран СНГ МИД Израиля.
В 1999—2003 годах посол Израиля на Украине и по совместительству в Молдавии.
С 2005 года возглавляла отдел Евразии в департаменте Центральной Европы и Евразии МИД Израиля.
В 2006—2010 годах посол Израиля в России и по совместительству в Белоруссии.
С октября 2014 по август 2019 года — посол Израиля в Польше.
Её супруг Меир Азари является реформистским раввином.